# Книга на двадесет и четиримата философи
Книга на двадесет и четиримата философи (на латински: Liber XXIV philosophorum) е анонимен средновековен философски трактат. Първото му споменаване е от философа Алан от Лил (1128–1202), а първият известен вариант като ръкопис е също от XII век. Трактатът съдържа двадесет и четири дефиниции за Бог и съпътстващи коментари към тях. 

Най-голяма известност добива второто определение от трактата: 
| „ | Бог е безкрайна сфера, чийто център е навсякъде, а периферията никъде. | “ |

 То се среща за пръв път в трактата на Алан от Лил Проповед за интелигибелната сфера, в чието начало е използвано като мото, но вместо безкрайна сфера е употребено интелигибелна сфера: 
Бог е интелигибелна сфера, чийто център е навсякъде, а периферията никъде (Deus est spera intelligibilis cuius centrum ubique, circumferential nusquam).
Алан от Лил пише, че тази мъдрост идва от египтяните (Хермес Трисмегист), минава през юдеите и се използва от Цицерон (106–43 пр. Хр.), като се предполага, че Алан визира по смисъл един пасаж от съчинението на Цицерон За природата на боговете (De Natura Deorum), II.28.
Трактатът и дефиницията се споменават от Алан от Лил, Тома от Аквино, Дънс Скот, Данте, Майстер Екхарт, Николай Кузански, Джордано Бруно, Робърт Флъд, Блез Паскал, Готфрид Лайбниц, Елена Блаватска и др.